# Fincha-Kraftwerk
Die Fincha-Kraftwerke sind Speicherkraftwerke bei dem Ort Fincha in der Region Oromia in Äthiopien. Beide liegen am oberen Ende des Finicha'a-Beckens, das zum Einzugsgebiet des Abbai gehört, wie der Blaue Nil in Äthiopien genannt wird. Eines der Kraftwerke ist das Fincha-Kraftwerk, das andere ist das FAN-Kraftwerk (FAN = Fincha Amerti Neshe).

## Fincha

### Absperrbauwerk und Stausee
Der rund 340 m lange und 20 m hohe Erdschüttdamm staut den auf einer Höhe von 2226 m liegenden, weit verzweigten und rund 25 km langen Chomen-See. Das Volumen des Bauwerks beträgt 180.000 m³. Ein etwa 3,3 km langer Stollen und ein rund 1,8 km langer Druckstollen leiten das Wasser zu dem 580 m tiefer gelegenen Maschinenhaus. Von dort fließt es 2,4 km im alten Flussbett zu einem Stauwehr, das das Wasser in einen über 50 km langen Bewässerungskanal leitet, über den das restliche Wasser schließlich in den Abbai fließt. Bei Vollstau fasst der Stausee rund 650 Mio. m³ Wasser.

### Fincha-Kraftwerk
Das Fincha-Kraftwerk verfügt über 4 Maschinen mit einer installierten Leistung von zusammen 134 MW. Die durchschnittliche Jahreserzeugung liegt bei 532 Mio. kWh.
Die ersten 3 Pelton-Turbinen des Kraftwerks wurden im November 1974 in Betrieb genommen. Sie leisten jede maximal 33,3 MW. 2003 wurde eine weitere Pelton-Turbine mit einer Leistung von 34 MW in Betrieb genommen. Die maximale Fallhöhe beträgt 590 m.
Die Gesamtkosten für das Kraftwerk lagen bei 40 Mio. USD. Die Internationale Bank für Wiederaufbau und Entwicklung (IBRD) schätzte die Gesamtkosten des Projekts im April 1969 auf 33,8 Mio. USD. Die IBRD gewährte am 9. Mai 1969 einen Kredit in Höhe von 23,1 Mio. USD.

## Fincha Amerti Neshe

### Absperrwerk und Stausee
Ein Erdschüttdamm staut den Fluss Neshe, einen linken Nebenfluss des Fincha, zusammen mit dem Amerti-Feuchtgebiet auf. Etwas unterhalb des Fincha-Kraftwerks gelegen, wird mit dem Amerti-Neshe Reservoir auch die Bewässerung einer in der Nähe liegenden, um 6000 ha erweiterten Zuckerrohrplantage und weiterer Felder sichergestellt. Das Reservoir wurde 2010 geflutet.

### FAN-Kraftwerk
Das FAN-Kraftwerk (Fincha Amerti Neshe Kraftwerk) wird sowohl durch den Ablauf aus dem Fincha-Kraftwerk als auch aus dem Amerti-Neshe Reservoir gespeist. Es hat eine installierte Leistung von 97 MW. Es verfügt über 2 Maschinen mit jeweils 48,5 MW Leistung. Das zu 85 % mit einem chinesischen Kredit finanzierte und von China Gezhouba Group Company (CGGC) gebaute Kraftwerk ging mit der ersten Turbine im September 2007 in Betrieb. Die zweite Turbine begann ihren Betrieb am 17. Dezember 2011.